# Берквил (Вирџинија)
Берквил (енгл. Burkeville) град је у америчкој савезној држави Вирџинија. По попису становништва из 2010. у њему је живело 432 становника.

## Демографија
Према попису становништва из 2010. у граду је живело 432 становника, што је 57 (11,7%) становника мање него 2000. године.
| Група             | 2000.       | 2010.       |
| Белци             | 305 (62,4%) | 278 (64,4%) |
| Афроамериканци    | 170 (34,8%) | 129 (29,9%) |
| Азијати           | 0 (0,0%)    | 6 (1,4%)    |
| Хиспаноамериканци | 7 (1,4%)    | 11 (2,5%)   |
| Укупно            | 489         | 432         |